# Adán Francisco Carlos de Schwarzenberg
Adán Francisco Carlos de Schwarzenberg (en checo: Adam František Karel Euseb kníže ze Schwarzenbergu , nacido el 25 de septiembre de 1680 en Linz - 11 de junio de 1732 en Brandýs nad Labem-Stará Boleslav), 3.º príncipe de Schwarzenberg, era un noble bohemio de la Casa de Schwarzenberg y Mariscal de la Corte Suprema de Austria.

## Biografía
Adán Francisco de Schwarzenberg fue el tercer Príncipe de Schwarzenberg, hijo de Fernando Guillermo Eusebio, segundo Príncipe de Schwarzenberg (23 de mayo de 1652 - 22 de octubre de 1703) y María Ana, Condesa de Sulz (24 de octubre de 1653 - 18 de julio de 1698). Gracias a este matrimonio, la herencia de Sulz, incluyendo Tiengen y Klettgau, pasó a los Schwarzenberg.
Se cree que Adán Francisco ordenó el diseño representativo de las habitaciones del castillo de Tiengen alrededor de 1730 y también fue propietario del castillo barroco de Protivín.
Se casó con Leonor de Schwarzenberg (nacida el 20 de junio de 1682, fallecida el 5 de mayo de 1741 en Viena). A lo largo de su carrera, sirvió como Chambelán Imperial y Real Consejero Privado. De 1711 a 1722, ocupó el cargo de Obersthofmarschall (Mariscal de la Corte Suprema) y, desde 1722 hasta su muerte en 1732, fue el Oberststallmeister (Maestro de Establos Mayor). Además, fue galardonado con la prestigiosa Orden del Toisón de Oro. El 28 de septiembre de 1723, fue elevado al título de Duque de Krumau.
Su trágica muerte ocurrió el 11 de junio de 1732. Fue invitado por el emperador Carlos VI a una cacería de ciervos en las posesiones imperiales en Brandýs nad Labem-Stará Boleslav. Accidentalmente, el emperador le disparó al apuntar a un ciervo, e hirió gravemente al Príncipe Adán Francisco, quien falleció al día siguiente.
El funeral tuvo lugar el 25 de junio de 1732 en la cripta familiar de la Iglesia de los Agustinos de Viena. Su corazón fue enterrado en la Iglesia de San Vito en Český Krumlov, y sus entrañas en la Iglesia de San Gil en Třeboň.

## Hijos
Del matrimonio nacieron dos hijos: María Ana (1706-1755), casada con el margrave Luis Jorge I Baden-Baden; y José I Adán de Schwarzenberg (1722-1782).
- Datos: Q320833
- Multimedia: Adam Franz Karl, Prince of Schwarzenberg / Q320833